# Simone Jacques-Yahiel
Simone Jacques-Yahiel, née le 18 novembre 1917 à Paris et morte à Maubeuge le 5 novembre 2011, est une première danseuse étoile et une résistante française de la Seconde Guerre mondiale, déportée à Ravensbrück et à Beendorf.  Survivante des camps de concentration avec sa mère Alice et son frère Georges, elle y perdit son père Isaac et son autre frère Maurice.

## Biographie
Simone Yahiel entre dans la résistance en 1943, comme le reste de sa famille dont le père, Jacques Yahiel, fait partie du réseau Brandy. Son père meurt en déportation en 1944. Elle-même est arrêtée puis déportée en Allemagne où elle est libérée en mai 1945.
Elle fixe par écrit, dès 1945, quelques notes qui lui serviront de point de départ à l'écriture de ses mémoires mais passe sous silence ses souvenirs du camp de concentration car « les gens du dehors » ne peuvent pas comprendre. Les années qui suivent la guerre voient Simone Jacques-Yahiel se consacrer à l'enseignement de la danse. Elle témoigne ensuite à de nombreuses reprises dans les établissements scolaires et les maisons de retraite.
Simone Jacques-Yahiel meurt à 93 ans. Elle lègue par testament la tenue de déporté de son frère au Mémorial de Caen et repose, avec sa mère, au cimetière de Saint-Hilaire-sur-Helpe.

## Notoriété
Ses mémoires sont publiés une première fois, grâce à son ami historien Arnaud Richard, en décembre 2011, quelques semaines après son décès. Arnaud Richard qui défend sa mémoire, fait publier en mars 2015 une seconde version de ses mémoires qu'il a lui même corrigée, dix mois après un procès gagné à Paris contre une prétendue co-auteure.
Le musée de la Résistance de Bondues a dédié à Simone Jacques-Yahiel l'exposition temporaire 2011-2012 Rester Debout. Le 22 septembre 2013, la Voix du Nord cite Simone Jacques-Yahiel parmi les nordistes qui mériteraient le Panthéon.
Le 5 juin 2019, un prix spécial Simone Jacques-Yahiel est remis a une élève du collège Molière de Villeneuve d'Ascq dans le cadre du Concours national de la résistance et de la déportation. Une conférence-hommage a lieu à l'institut Villien d'Avesnes-sur-Helpe le 13 novembre 2021 à l'occasion du dixième anniversaire du décès de Simone Jacques-Yahiel. Cette conférence a permis de récolter des fonds pour la restauration de la collégiale de la ville incendiée en avril 2021.